# Rodney Martin
Rodney Martin (Las Vegas, 22 dicembre 1982) è un velocista statunitense,  campione mondiale della staffetta 4×100 metri a Osaka 2007, pur gareggiando unicamente in batteria.

## Palmarès
| Anno | Manifestazione  | Sede    | Evento      | Risultato | Prestazione | Note                          |
| ---- | --------------- | ------- | ----------- | --------- | ----------- | ----------------------------- |
| 2007 | Mondiali        | Osaka   | 200 m piani | 4º        | 20"06       | Miglior prestazione personale |
| 2007 | Mondiali        | Osaka   | 4×100 m     | Oro       | 37"78       | [ 1 ]                         |
| 2008 | Giochi olimpici | Pechino | 4×100 m     | Batteria  | dnf         |                               |

## Altre competizioni internazionali
2006
- 7º alla World Athletics Final ( Stoccarda), 200 m piani - 20"52

2007
- Bronzo alla World Athletics Final ( Stoccarda), 200 m piani - 20"27

2008
- 5º alla World Athletics Final ( Stoccarda), 200 m piani - 20"66